# تسطيرة
تسطيرة هي طبق من أطباق المطبخ التونسي. وهو طبق من فلفل و طماطم و بيض مقليين ومقطّعين (مسطّرين) بالسّكاكين بشكل متقاطع ومن هنا جاءت تسمية التّسطيرة. تشبه التّسطيرة أكلة الكفتاجي كثيرا، الفرق الوحيد بينهما هو أنّ الكفتاجي يحتوي على الكبدة و القرع الأحمر و البطاطا إضافة إلى مكوّنات التّسطيرة.

## طريقة الإعداد
نسخّن الزيت النّباتي جيداثمّ نقلي الفلفل الاخضر والطماطم والبيض، بعد ذلك نضعهم في إناء واسع أو على خشبة التقطيع ونقطّعهم أو نسطّرهم بسكاكين ثمّ نضيف الملح والفلفل الأسود وزيت الزّيتون.